# Estação Alberti
A Estação Alberti é uma das estações do Metro de Buenos Aires, situada em Buenos Aires, entre a Estação Pasco e a Estação Plaza Miserere. Faz parte da Linha A.
Foi inaugurada em 01 de dezembro de 1913. Localiza-se no cruzamento da Avenida Rivadavia com a Rua Alberti e a Rua Larrea. Atende o bairro de Balvanera.
Nesta semi-estação apenas podem descender ou ascender os passageiros que viajem em direção a Carabobo, já que a estação Alberti norte foi fechada em 1951. Nas proximidades da estação se encontra um centro comercial importante.
Em 1997 esta estação foi declarada Monumento Histórico Nacional.